# 愛知まちなみ建築賞
愛知まちなみ建築賞（あいちまちなみけんちくしょう）は、愛知県が主催している建築の賞。1993年度（平成5年度）設立。良好なまちなみ景観の形成や、潤いのあるまちづくりに寄与するなど、良好な地域環境の形成に貢献していると認められる建築物やまちなみを表彰している。「愛知まちなみ建築賞大賞」と「愛知まちなみ建築賞」が選定されるが、大賞は受賞作品なしの年度もある。2021年の第29回からは、仮設建築物やアートワークなどに対して「愛知まちなみ建築賞特別賞」が与えられるようになった。

## 受賞作品

### 第31回（2023年度）
- 愛知まちなみ建築賞
  - TIAD, Autograph Collection（名古屋市中区）
  - 廻庭の棲家（岡崎市）
  - 49x16x3の森（野田歯科クリニック）（豊橋市）
  - 豊田地域医療センター（豊田市）
  - 笠覆寺（笠寺観音）（名古屋市南区）
  - 廊下とアトリエ（安城市）
  - 小牧市立小牧南小学校（小牧市）

### 第30回（2022年度）
- 愛知まちなみ建築賞
  - 笹島高架下オフィス（名古屋市中村区）
  - 瀬戸永泉教会（瀬戸市）
  - あかばねこども園（田原市）
  - 星野神社　覆殿　【石場建て・伝統的工法】（豊川市）
  - ホテルインディゴ犬山有楽苑（犬山市）
  - 三菱UFJ銀行名古屋ビル（名古屋市中区）
  - 東山元町ファサード（名古屋市千種区）
- 愛知まちなみ建築賞特別賞
  - 一宮の路上建築群（一宮市）

### 第29回（2021年度）
- 愛知まちなみ建築賞
  - 川辺と道の窓をもつ家（豊田市）
  - 浄土宗　乗林院　庫裏（知多郡東浦町）
  - 土間の屋根　棲家の床（名古屋市北区）
  - 豊川の家（豊川市）
  - トヨタ紡織グローバル本社（刈谷市）
  - リニモテラス公益施設（長久手市）
  - RESIDENCE FUJIMI（名古屋市中区）
- 愛知まちなみ建築賞特別賞
  - 「三河・佐久島アートプラン21」における一連のアート作品群（西尾市）

### 第28回（2020年度）
- 愛知まちなみ建築賞大賞
  - 岡崎信用金庫　城下町支店（岡崎市）
- 愛知まちなみ建築賞
  - アネシス茶屋ヶ坂（名古屋市千種区）
  - 有松再生プロジェクト（名古屋市緑区）
  - 一宮市立市民病院新病棟（一宮市）
  - かさでらのまちビル（名古屋市南区）
  - 大泉寺の家（春日井市）
  - ニシヤマナガヤ（名古屋市名東区）

### 第27回（2019年度）
- 愛知まちなみ建築賞
  - 阿久比町庁舎（知多郡阿久比町）
  - あそのびハウス（名古屋市名東区）
  - 海辺の別荘　野間の改構（知多郡美浜町）
  - 藍靖会たけなか外科内科こどもクリニック（名古屋市北区）
  - 町営住宅河和第二団地（知多郡美浜町）
  - 南山大学　教室棟　Q棟（名古屋市昭和区）
  - MOBTOWN　ミナミシモハラ（春日井市）

### 第26回（2018年度）
- 愛知まちなみ建築賞
  - 岡崎信用金庫名古屋ビル（名古屋市中区）
  - クリばこ（名古屋市中村区）
  - dog salon Grum（岡崎市）
  - 名古屋市営金城ふ頭駐車場（名古屋市港区）
  - House NI -裏とオモテと境界-（知立市）
  - パンとみんなとしげんカフェ「ソーネおおそね」（名古屋市北区）
  - 広小路クロスタワー・旧名古屋銀行本店ビル（名古屋市中区）

### 第25回（2017年度）
- 愛知まちなみ建築賞
  - ATグループ本社 北館・南館（名古屋市昭和区）
  - 新城市立作手小学校・つくで交流館・作手総合支所（新城市）
  - 多機能型生活保護施設 愛恵園・愛恵園授産所（岡崎市）
  - tonarino（名古屋市北区）
  - 名古屋大学NICを中心としたコレクティブ・フォーム（集合体）の形成（名古屋市千種区）
  - まちに架かる6枚屋根の家（名古屋市名東区）
  - 名城大学名古屋ドーム前キャンパス（名古屋市東区）

### 第24回（2016年度）
- 愛知まちなみ建築賞大賞
  - MIZKAN MUSEUM（半田市）
- 愛知まちなみ建築賞
  - 愛知県立愛知総合工科高等学校（名古屋市千種区）
  - JPタワー名古屋（名古屋市中村区）
  - ソトマで育てる、ソトマでつながる（日進市）
  - 大名古屋ビルヂング（名古屋市中村区）
  - 法連町の家（安城市）
  - 杜のひかりこども園（豊田市）

### 第23回（2015年度）
- 愛知まちなみ建築賞
  - 円頓寺商店街アーケード（名古屋市西区）
  - 金城学院大学N1棟、N2棟、エラ・ヒューストン記念礼拝堂（名古屋市守山区）
  - 特別養護老人ホーム さくらレジデンス（岡崎市）
  - 杉木立のアトリエ（豊田市）
  - 名古屋商科大学国際教育研究センター（名古屋市千種区）
  - 道の駅もっくる新城（新城市）

### 第22回（2014年度）
- 愛知まちなみ建築賞
  - 愛知県歯科医師会館（名古屋市中区）
  - 愛知県立芸術大学音楽学部校舎（長久手市）
  - 有松に生きる家 棚橋家（名古屋市緑区）
  - 志賀の光路（豊田市）
  - 都市にひらいていく家（名古屋市瑞穂区）
  - 名古屋東京海上日動ビルディング（名古屋市中区）
  - 穂の国とよはし芸術劇場PLAT（豊橋市）

### 第21回（2013年度）
- 愛知まちなみ建築賞大賞
  - 尾張一宮駅前ビル（一宮市）
- 愛知まちなみ建築賞
  - 工場から家（名古屋市千種区）
  - 壺中の天居（岩倉市）
  - The Garden 覚王山（名古屋市千種区）
  - 設楽町立田峯小学校（北設楽郡設楽町）
  - 豊川稲荷表参道商店街景観整備事業（豊川市）
  - 八事山興正寺参拝者駐車場/八事交番（名古屋市昭和区）

### 第20回（2012年度）
- 愛知まちなみ建築賞大賞
  - bird house（名古屋市天白区）
- 愛知まちなみ建築賞
  - アロン化成ものづくりセンター（東海市）
  - 透明な地形（岡崎市）
  - 母の家（蒲郡市）
  - 松坂屋久屋南パークテラス（名古屋市中区）
  - まどか有松・緑のネットワーク（名古屋市緑区）
  - 美浜の家（知多郡美浜町）

### 第19回（2011年度）
- 愛知まちなみ建築賞
  - Sunlight of Calm（名古屋市名東区）
  - しっぽうちょう調剤薬局（あま市）
  - 総合病院南生協病院（名古屋市緑区）
  - 飛島村立小中一貫教育校 飛島学園（海部郡飛島村）
  - 豊田市自然観察の森ネイチャーセンター（豊田市）
  - 中舛竹田荘（名古屋市緑区）
  - 名古屋市科学館 理工館・天文館（名古屋市中区）

### 第18回（2010年度）
- 愛知まちなみ建築賞
  - ECO-35（名古屋市熱田区）
  - 北名古屋市立西春中学校（北名古屋市）
  - 慈眼山 成願寺（名古屋市北区）
  - PROSTHO Research Center（春日井市）
  - まといの家 YSY HAUS（瀬戸市）
  - 翠の家（名古屋市守山区）

### 第17回（2009年度）
- 愛知まちなみ建築賞
  - e-生活情報センター「デザインの間」（名古屋市千種区）
  - 岩倉小規模多機能ホーム・ちあき（岩倉市）
  - M-HOUSE（名古屋市千種区）
  - 岡崎市図書館交流プラザ（岡崎市）
  - 醸庵（岡崎市）
  - florist_gallery N（名古屋市千種区）
  - みなと医療生活協同組合 宝神生協診療所（名古屋市港区）

### 第16回（2008年度）
- 愛知まちなみ建築賞大賞
  - モード学園スパイラルタワーズ（名古屋市中村区）
- 愛知まちなみ建築賞
  - 安城の家（安城市）
  - C Forest III + 喜多福総本家（名古屋市中区）
  - J's. viz. a:ile（長久手町）
  - 長久手町青少年児童センター・長久手町立色金保育園（長久手町[2]）
  - 碧南市藤井達吉現代美術館（碧南市）
  - 村井歯科（半田市）

### 第15回（2007年度）
- 愛知まちなみ建築賞大賞
  - 名古屋ルーセントタワー及びそのアートワーク（名古屋市西区）
- 愛知まちなみ建築賞
  - 泉町の家（豊田市）
  - INAXライブミュージアム 土・どろんこ館（常滑市）
  - 暮らしの学校（岡崎市）
  - 提灯&カフェ 犬山おどき（犬山市）
  - ナゴヤセントラルガーデン（名古屋千種区）
  - MARUWA瀬戸寮（瀬戸市）

### 第14回（2006年度）
- 愛知まちなみ建築賞
  - あいち海上の森センター（瀬戸市）
  - アーバンネット名古屋ビル（名古屋市東区）
  - 金城学院大学W9・10号館（名古屋市守山区）
  - グランドメゾン東明町（名古屋市千種区）
  - 小石川医院（豊田市）
  - 柘榴の家（名古屋市千種区）
  - 名古屋テレビ塔（名古屋市中区）

### 第13回（2005年度）
- 愛知まちなみ建築賞
  - 愛知淑徳大学9号館（愛知郡長久手町[2]）
  - 旧加藤商会ビル（名古屋市中区）
  - 栄三丁目ビルディング・LACHIC（名古屋市中区）
  - 中部国際空港 旅客ターミナルビル（常滑市）
  - 徳川園（名古屋市東区）
  - ノリタケの森（名古屋市西区）
  - 三好町の家（西加茂郡三好町）

### 第12回（2004年度）
- 愛知まちなみ建築賞
  - 愛知淑徳大学星が丘キャンパス1号館（名古屋市千種区）
  - 尾張旭市営愛宕住宅（尾張旭市）
  - 刈谷豊田総合病院診療棟（刈谷市）
  - 豊田自動織機大府801工場（大府市）
  - 名古屋大学IB電子情報館・地下鉄名古屋大学駅（名古屋市千種区）
  - 名古屋大学野依記念物質科学研究館・学術交流館（名古屋市千種区）
  - 藤森の家（名古屋市名東区）

### 第11回（2003年度）
- 愛知まちなみ建築賞大賞
  - 名古屋 クロイゾン スクエア（名古屋市中区）
- 愛知まちなみ建築賞
  - オアシス21（名古屋市東区）
  - カゴメ錦ビル、ルイ・ヴィトン名古屋栄店（名古屋市中区）
  - 東邦ガス知多緑浜工場管理センター（知多市）
  - 長浦の家（知多市）
  - 西尾市岩瀬文庫（西尾市）
  - 星が丘テラス（名古屋市千種区）

### 第10回（2002年度）
- 愛知まちなみ建築賞
  - 愛知工業大学名電高等学校北校舎（名古屋市千種区）
  - 高嶺下住宅（東加茂郡足助町）
  - stadium600（名古屋市千種区）
  - 豊田自動織機情報技術研究所（刈谷市）
  - 長屋門の家（東海市）
  - 羽ね屋敷（名古屋市昭和区）
  - メナード本社ビル（名古屋市中区）

### 第9回（2001年度）
- 愛知まちなみ建築賞大賞
  - オンワード樫山名古屋支店ビル（名古屋市中村区）
- 愛知まちなみ建築賞
  - あうら（西春日井郡西春町）
  - 一楽鮓（名古屋市中区）
  - 楽田ふれあいセンター「しろやま」（犬山市）
  - せんねん村（西尾市）
  - 豊橋市公会堂（豊橋市）
  - 鈴渓南山美術館（名古屋市昭和区）

### 第8回（2000年度）
- 愛知まちなみ建築賞
  - 宇野邸（名古屋市守山区）
  - 小弓の庄 旧加茂郡銀行羽黒支店復原施設（犬山市）
  - JRセントラルタワーズ （名古屋市中村区）
  - JAF中部本部・愛知支部事務所（名古屋市昭和区）
  - 瀬戸市マルチメディア伝承工芸館 瀬戸染付研修所（瀬戸市）
  - 瀬戸市立品野台小学校（瀬戸市）
  - 長久手町文化の家（愛知郡長久手町[2]）

### 第7回（1999年度）
- 愛知まちなみ建築賞
  - 愛知県立大学（愛知郡長久手町[2]）
  - NS21（刈谷市）
  - 蒲郡情報ネットワークセンター ・生命の海科学館（蒲郡市）
  - 清洲町上本町集会所（西春日井郡清洲町）
  - 知多市歴史民俗博物館（知多市）
  - 名古屋大林ビル（名古屋市東区）
  - 夢広場はるひ（西春日井郡春日町）

### 第6回（1998年度）
- 愛知まちなみ建築賞
  - あいち健康プラザ（知多郡東浦町）
  - 大府西パレット幼稚園（大府市）
  - サッポロビール名古屋ビール園 浩養園（名古屋市千種区）
  - 豊明市消防庁舎（豊明市）
  - 豊田自動織機組合会館est（刈谷市）
  - 尾西市三岸節子記念美術館（尾西市）

### 第5回（1997年度）
- 愛知まちなみ建築賞大賞
  - 旭町立旭中学校（東加茂郡旭町）
- 愛知まちなみ建築賞
  - 丈山苑（詩泉閣）（安城市）
  - 名古屋能楽堂（名古屋市中区）
  - 世界のタイル博物館（常滑市）
  - ナディアパーク（名古屋市中区）
  - トークハイム八事（名古屋市瑞穂区）
  - 豊田市美術館（豊田市）

### 第4回（1996年度）
- 愛知まちなみ建築賞
  - 岡崎市美術博物館（岡崎市）
  - 稲沢市荻須記念美術館アトリエ復元（稲沢市）
  - 加藤重孝邸（名古屋市中川区）
  - サン・ドーム、サン・ワークショップ（豊田市）
  - 高浜市やきものの里かわら美術館（高浜市）
  - 西尾市歴史公園（西尾市）
  - マンリン書店「蔵の中のギャラリー」（東加茂郡足助町）

### 第3回（1995年度）
- 愛知まちなみ建築賞大賞
  - 産業技術記念館（名古屋市西区）
- 愛知まちなみ建築賞
  - コーポラティブ・ハウス 木附の里（春日井市）
  - 知多印刷工場（半田市）
  - 常滑市体育館（常滑市1）
  - 扶桑文化会館（丹羽郡扶桑町）
  - 2つの空（西加茂郡小原村）
  - 夜明屋（犬山市）

### 第2回（1994年度）
- 愛知まちなみ建築賞
  - 愛知県図書館（名古屋市中区）
  - 愛知県陶磁資料館（瀬戸市）
  - アポロドーム名古屋S.S.（名古屋市東区）
  - 問屋記念館（西春日井郡西枇杷島町）
  - 新美南吉記念館（半田市）
  - へきなん芸術文化村（碧南市）

### 第1回（1993年度）
- 愛知まちなみ建築賞大賞
  - 足助町福祉センター 百年草（東加茂郡足助町）
- 愛知まちなみ建築賞
  - OZモール（名古屋市北区）
  - 倉沢邸（名古屋市緑区）
  - 米久楽（豊橋市）
  - 瀧定本社ビル（名古屋市中区）
  - トヨタ博物館（愛知郡長久手町[2]）
  - 豊橋市二川宿本陣資料館（豊橋市）